# مولد گردباد
مولد گردباد (به انگلیسی: Vortex generator) یک سطح آیرودینامیک است شامل یک پرهٔ کوچک یا برآمدگی است که باعث تولید جریان حلقوی نوک بال (vortex) می‌شود.
مولد گردباد را می‌توان در بسیاری از وسایل یافت ولی بیشتر در طراحی هواپیماها استفاده می‌شود.
مولد گردباد از جدا شدن جریان هوا (flow Separation) و همچنین قرار گرفتن در وضعیت واماندگی آیرودینامیکی (aerodynamic stall) جلوگیری می‌کند و در بهبود کارایی بال و سطوح کنترل (Control Surface) نقش دارد. برای طراحی هواپیماهای بال‌های به عقب برگشته (swept-wing) با سرعت نزدیک صوت و برای گذر از مشکل حالت واماندگی (sock stall) طراحی شده‌اند.

## روش کار

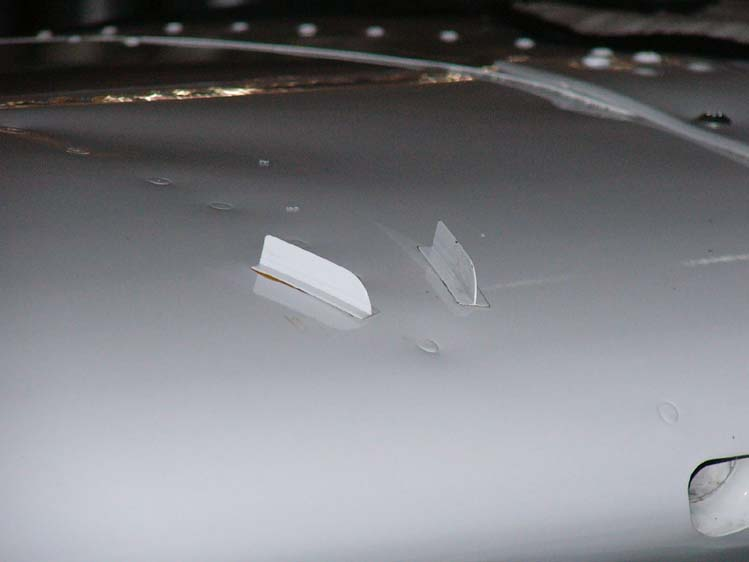
مولدهای گردباد میکرو داینامیکس که جداگانه روی بال‌های یک سسنا ۱۸۲کی نصب شده‌اند.

مولد گردباد اغلب برای تاخیر از جدا شدن جریان هوای سطح بال استفاده می‌شود. برای حل این مشکل مولد گردبادها را در سطح خارجی وسیله نقلیه قرار می‌دهند. در هواپیما آن‌ها در یک سوم اول بال به منظور حفظ جریان هوای پایدار بر روی سطوح کنترل لبهٔ فرار (trailing Edge) نصب می‌کنند و عموماً مثلثی یا چهار گوش هستند که ارتفاع آن‌ها حدوداً ۸۰٪ ارتفاع لایه مرزی و در یک ردیف از طول بال نزدیک ضخیم‌ترین قسمت چیده شده‌اند. آن‌ها را می‌توان بر روی بال‌ها و قسمت عمودی دم دید. مولد گردبادها به صورت مورب قرار گرفته‌اند به‌طوری‌که به نسبت جریان هوای عبوری از آن منطقه زاویه حمله (angle of attack) تولید می‌کنند.